# 福州港
福州港是中華人民共和國福建省的一座港口，位於閩江入海口。福州港的港區構成十分多樣，包括了河港、海港、天然港、人工港。福州港也是中國大陸距台灣最近的港口，距基隆港只有149海裡的距離。2013年，福州港貨物吞吐量達1.27億噸，增長11.82%。2009年，寧德港和福州港合併。

## 概述
福州港是福建最早的港口。从秦汉时期到清代都是海上丝绸之路的起点之一。

## 港口列表
- 平潭港區
- 江陰港區
- 松下港區
- 閩江口内港區
- 羅源灣港區
- 三都澳港區
- 白馬港區
- 三沙港區
- 沙埕港區

## 外部連結
- Fuzhou Port Group Co., Ltd. website （页面存档备份，存于）
- Fujian Fuzhou Port Management Bureau website
- Fuzhou Xingang Container Terminal Company website （页面存档备份，存于）

26°05′24″N 119°13′34″E / 26.09000°N 119.22611°E